# 陈文志
陈文志（1932年—），男，黑龙江汤原人，中华人民共和国政治人物，曾任中共黑龙江省委副秘书长兼政策研究室主任，黑龙江省政协副主席。